# Elena Aiello
Elena Aiello (Montalto Uffugo, 10 aprile 1895 – Roma, 19 giugno 1961) è stata una religiosa e mistica italiana, fondatrice dell'istituto religioso delle Suore Minime della Passione di Nostro Signore Gesù Cristo.

## Biografia
Elena Emilia Aiello, terzogenita degli otto figli di Pasquale Aiello e Teresa Paglilla, crebbe in un ambiente esemplarmente cristiano. Rimasta orfana di madre nel 1905, maturò in seguito la decisione di abbracciare la vita religiosa, facendo il suo ingresso, il 18 agosto 1920, nell'istituto delle Figlie della Carità del Preziosissimo Sangue a Nocera dei Pagani, in provincia di Salerno. Sopraggiunsero, però, gravi malanni fisici, tra i quali un tumore allo stomaco e diversi interventi chirurgici, che la costrinsero a lasciare il monastero. Contro ogni aspettativa giunse la guarigione, da lei attribuita a santa Rita.
Trasferitasi a Cosenza insieme ad un'amica, Luigia Mazza, anch'essa desiderosa di farsi religiosa, nel 1928 fondò con lei l'Istituto delle Suore Minime della Passione di Nostro Signore Gesù Cristo. Nella regola indicò come riferimenti spirituali la Passione di Gesù e la carità testimoniata da san Francesco da Paola, il santo taumaturgo calabrese nato a pochi chilometri dal paesino natale di Elena. La sua vita si intreccia con quella della congregazione religiosa da lei fondata allo scopo di raccogliere ed educare cristianamente le bambine e i bambini abbandonati, istituendo per gli orfani alcuni istituti e aprendo un Istituto Magistrale per le ragazze che uscivano dall'orfanotrofio. Il 2 gennaio 1948, vent’anni dopo la fondazione, la congregazione ottenne l’approvazione ecclesiastica. Incontrando il papa Pio XII, durante il Giubileo del 1950, suor Elena gli chiese se ritenesse che questa opera fosse secondo il cuore della Chiesa. Il Sommo pontefice le rispose: «La sua opera non finirà perché è fondata sulla Provvidenza». 
Elena Aiello, conosciuta come la "Monaca Santa", dal 2 marzo del 1923 fino alla sua morte, secondo quanto riferiscono i suoi biografi, ricevette le stigmate che le venivano donate ogni Venerdì santo, per scomparire il sabato santo. Elena riviveva la passione di Nostro Signore, con sofferenze, sudore di sangue, visioni, rivelazioni e profezie. Il tema ricorrente di queste visioni e profezie era l’annuncio di un castigo divino sull’umanità immersa nel peccato. Le profezie di suor Elena Aiello si diffusero soprattutto dopo la sua morte, ma non furono prese in considerazione, per il loro carattere apocalittico, mal tollerato dall’ottimismo di quegli anni. 
Il 23 aprile 1940, Suor Elena consegnò una lettera a donna Edvige Mussolini, sorella del Duce, contenente un messaggio che affermava provenire dal Cristo. Nella lettera, la suora riferiva che Gesù le aveva detto: "Il mio Regno è regno di pace, il mondo invece è tutto in guerra. [...] Se farà questo [evitare la guerra] gli darò favori straordinari e farò inchinare ogni altra Nazione al suo cospetto; invece lui ha deciso di fare la guerra, ma sappia che se non la impedisce, sarà punito dalla mia Giustizia"
Nonostante l'avvertimento, Mussolini dichiarò guerra il 10 giugno 1940. Anni dopo, il 15 maggio 1943, suor Elena scrisse nuovamente a donna Edvige, ricordando il precedente messaggio e sottolineando le conseguenze della guerra sull'Italia: "Ah!… se il Duce avesse dato ascolto alle parole di Gesù, l’Italia non si sarebbe trovata ora in così triste condizione!…"
Recatasi a Roma per l'apertura di un nuovo istituto, vi morì il 19 giugno 1961. Le sue spoglie sono custodite nella Cappella della Casa Madre a Cosenza. Da allora risultano testimonianze di conversioni e guarigioni miracolose, attribuite alla sua intercessione. 
Anima eminentemente eucaristica, soleva dire:
Il suo carisma si trova sintetizzato nella frase che ella ripeteva quasi in maniera di litania: «Non c’è amore senza sofferenza».

## Culto
Papa Giovanni Paolo II la dichiarò venerabile il 22 gennaio 1991. Papa Benedetto XVI ne promulgò il decreto di beatificazione, la quale avvenne il 14 settembre 2011 presso lo Stadio San Vito di Cosenza.  Il decreto di beatificazione ricorda che Elena Aiello amò profondamente il Santo Padre e la Chiesa. La solenne celebrazione fu presieduta dal cardinale Angelo Amato, in qualità di prefetto della Congregazione delle cause dei santi e legato pontificio. La memoria liturgica ricorre il 19 giugno, giorno della sua morte.

## La profezia dei "Tre giorni di buio"
Con riferimento alla profezia dei "Tre giorni di buio", la cui origine viene attribuita alla beata Anna Maria Taigi, Elena Aiello scrisse nel suo diario:
(Messaggi a Elena Aiello, 4 aprile 1958)
La profezia venne menzionata anche da santa Maria Faustina Kowalska, senza però fare riferimento alla durata.